# Exitianus kumaonis
Exitianus kumaonis är en insektsart som beskrevs av Baker 1925. Exitianus kumaonis ingår i släktet Exitianus och familjen dvärgstritar. Inga underarter finns listade i Catalogue of Life.